# Старая Бекшанка
Старая Бекшанка — село в составе Ленинского городского поселения Барышского района Ульяновской области России. 

## География
Находится на реке Атеголка на расстоянии примерно 28 км на юг по прямой от районного центра города Барыш.

## История
В 1780 году, при создании Симбирского наместничества, деревня Старая Бекшанка при речке Атеголке вошла в состав Канадейского уезда.
В 1913 году в селе было учтено 93 двора и 612 жителей. В 1996 отмечалось 117 жителей (преимущественно мордва).
В 1990-е годы работал СПК «Новый путь». В советский период был также известен местный колхоз «Путь к социализму».

## Население
Постоянное население составляло 84 человека в 2002 году (73% русские), 56 по переписи 2010 года.